# أوروزكو
بلدية أوروزكو (بالإسبانية: Orozko)‏ هي بلدية تقع في مقاطعة بيسكاي، التي تقع في منطقة الباسك شمالي إسبانيا.

## وصلات خارجية
- (بالإسبانية)